# Menthe sylvestre
Mentha longifolia
Espèce
Classification phylogénétique
Statut de conservation UICN

 LC  : Préoccupation mineure

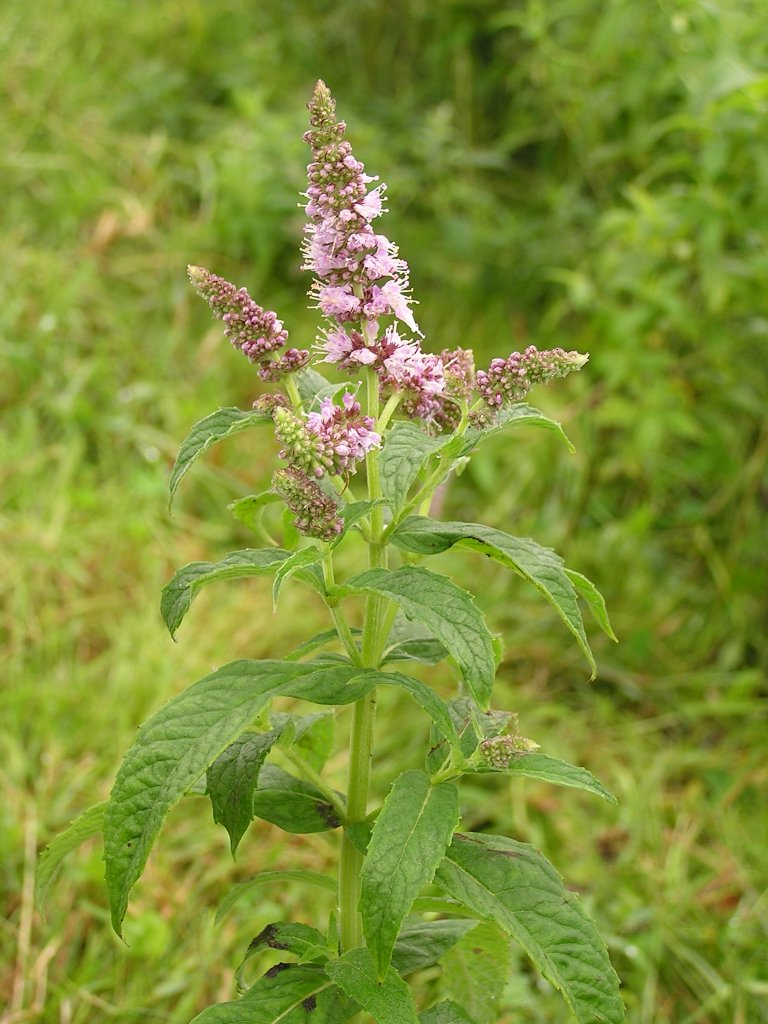
Mentha longifolia

La menthe sylvestre ou menthe à feuilles longues (Mentha longifolia), est une espèce de plantes herbacées de la famille des Lamiacées, en général diploïde (2n=2x=24 chromosomes). De toutes les espèces de menthe, c'est celle qui a la plus large distribution géographique, s'étendant de l'ouest de l'Europe à l'Asie centrale et l'Afrique du Sud. D'une morphologie extrêmement variable, les botanistes lui attribuent 22 sous-espèces.

## Histoire de la nomenclature
Les peuples de l'Antiquité babylonienne, égyptienne et gréco-romaine connaissaient et utilisaient plusieurs espèces de menthes. Durant l'Antiquité européenne, de nombreux phytonymes ont été utilisés pour décrire les menthes, mais les auteurs gréco-romains s'appuyant sur des considérations plus utilitaires que botaniques, il est maintenant souvent difficile de retrouver derrière leurs dénominations les espèces linnéennes de l'époque moderne. Dans ses travaux, le philologue Jacques André reconnait la menthe sauvage (Mentha silvestris L., Mentha viridis L.) dans l'emploi de balsamaria herba chez Pline, Val. 3, 15, ou de mentastrum dans Pline, H.N. 19, 159; 20, 144 ou sisymbrium Pline, 19, 172 ; 20, 245 et Dioscoride, 3, 43 ou de hedyosmos agrestis chez Dioscoride, M.M. 3, 36; 37 .
Dans Flora Monspeliensis, Carl Linné liste en 1756, une Mentha longifolia, correspondant à la menthe de la variété longifolia de Mentha spicata décrite dans l'édition de 1753 de Species plantarum. Cette variété a été élevée au rang d'espèce par le botaniste britannique Hudson en 1762 dans Flora Anglica, sous le nom de Mentha longifolia.
Dans la seconde édition de 1763 de son œuvre de référence, Linné monte aussi cette plante au niveau de l'espèce mais avec le nom de Mentha sylvestris, aux inflorescences en épi (Farwell, 1924).
Le botaniste suisse Briquet reconnaitra en 1896 (dans  Pflanzenfamilien ) 21 sous-espèces et 150 variétés à M. longifolia. Ce sont elles que Tucker et Naczi ont repris en 2004.

## Description

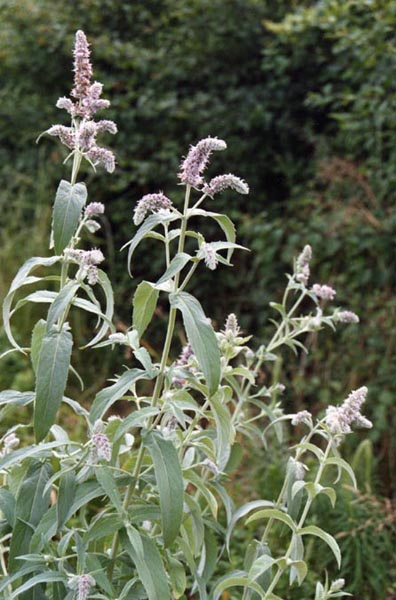
Mentha longifolia

Mentha longifolia est une plante vivace, rhizomateuse, de 30 cm à 120 cm de haut. L'odeur n'est pas fraiche comme celle des autres menthes mais dégage des relents de moisi avec parfois des notes de menthe poivrée.
C'est une espèce très polymorphique, extrêmement variable dans sa taille, sa pubescence et la forme de son inflorescence. Elle se différencie en un nombre invraisemblable de variétés, impossibles à catégoriser.
Les tiges, à section carrée, sont érigées à ascendantes, en général très ramifiées, pubescentes.
Les feuilles, opposées, sont de taille et de couleur très variables, 2-8 x 0,5-3 cm, largement ovales à lancéolées à étroitement oblongues-elliptiques, à marge serretée à grossièrement dentée, sessiles sauf les feuilles inférieures légèrement pétiolées, apex aigu. Elles sont tomenteuses blanchâtres, en dessous.
L'inflorescence est généralement formée de verticilles à nombreuses fleurs, formant un épi terminal. Le calice est étroitement campanulé, de 1,5-3 mm, légèrement pileux de poils non glanduleux, avec des dents triangulaires à linéaires-subulées. La corolle de 3 à 4,5 mm, est rose, mauve ou blanche.
La floraison se déroule de mai à novembre.
C'est une plante en général diploïde (2n=2x=24 chromosomes) sauf quelques rares cas de tétraploïdie (2n=4x=48).
Une description plus précise doit tenir compte des sous espèces. La sous-espèce M. longifolia (L.) Huds. subsp. longifolia, présente dans les régions montagneuses de France, se caractérise par la face inférieure de ses feuilles à poils toujours présents et simples (donnant un aspect blanchâtre et soyeux) et des feuilles médianes sessiles, à limbe lancéolé.

## Caractéristiques
Organes reproducteurs
- Couleur dominante des fleurs : rose
- Période de floraison : août-octobre
- Inflorescence : glomérules spiciformes
- Sexualité : hermaphrodite
- Pollinisation : entomogame

Graine
- Fruit : akène
- Dissémination : épizoochore

Habitat et répartition
- Habitat type : prairies médio-européennes, hygrophiles de niveau topographique moyen, thermophiles, pâturées
- Aire de répartition : européen tempéré

Données d'après : Julve, Ph., 1998 ff. - Baseflor. Index botanique, écologique et chorologique de la flore de France. Version : 23 avril 2004.

## Distribution et habitat

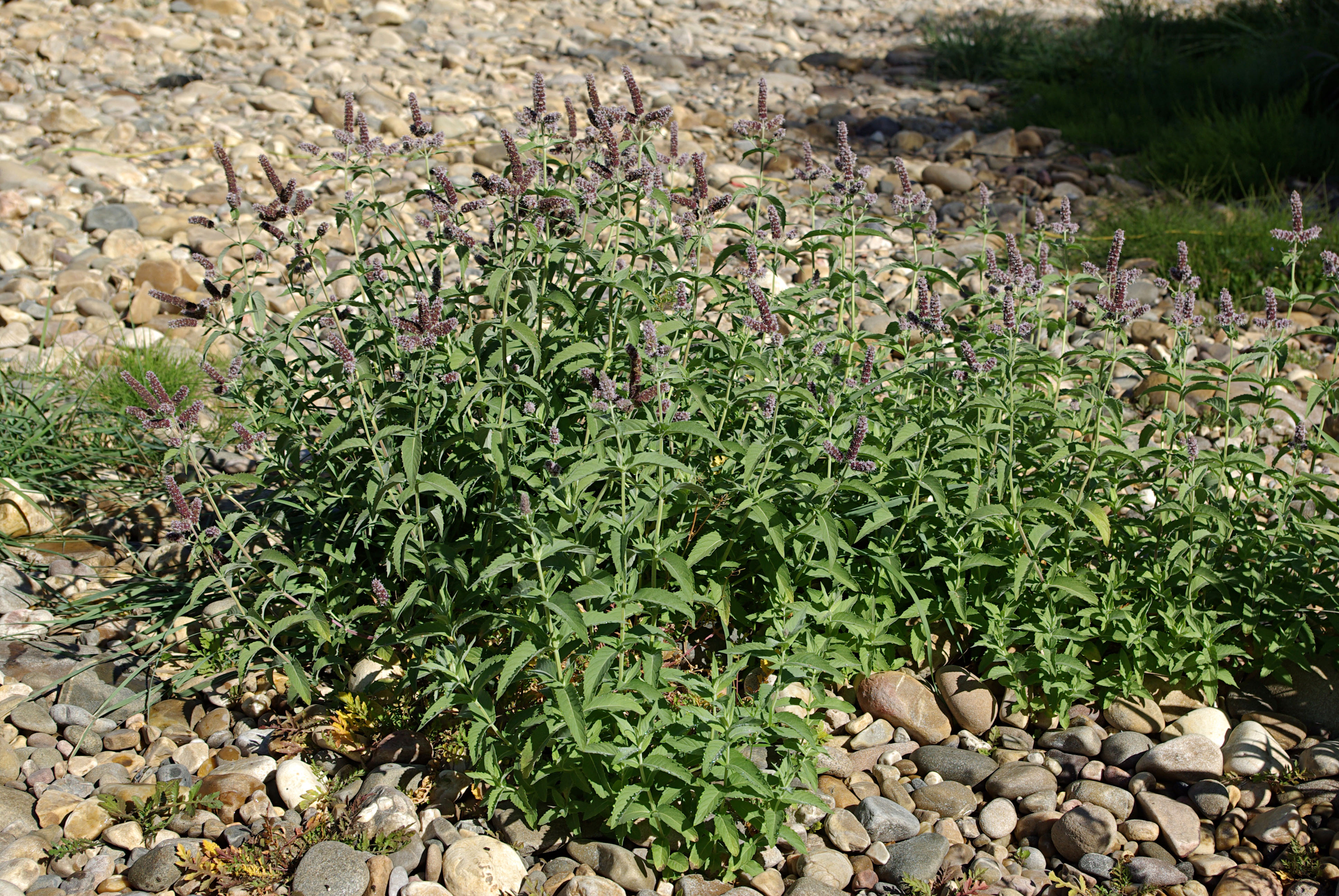
Mentha longifolia (Léon, Espagne)

Selon GRIN, Mentha longifolia possède la large distribution suivante
- Asie : Égypte, Irak, Iran, Afghanistan, Israël, Syrie, Turquie, Caucase, Russie, Turkménistan, Inde, Pakistan, Népal (mais pas en Asie orientale et du Sud-Est)
- Europe : presque partout.
- Afrique : Maroc, Algérie, Tunisie, Éthiopie, Kenya, Tanzanie, Zimbabwe, Afrique du Sud

En France, on trouve la sous-espèce longifolia dans les montagnes (Jura, Vosges, Alpes, Pyrénées, Massif Central), dans la vallée des grands fleuves et parfois naturalisée ailleurs.
Elle est naturalisée au Canada et aux États-Unis et cultivée dans le Caucase, en Russie, le Turkménistan et la Chine.
Elle pousse dans les prairies humides et au bord des rivières.

## Sous-espèces et synonymes
En raison de son polymorphisme et de sa large distribution, de très nombreux noms lui ont été données (voir The Plant List). Reprenons une partie de ceux donnés par Tucker et Naczi, en fonction des sous-espèces :
- subsp. longifolia
  - Mentha spicata L. var. longifolia L. (Sp. pl. 1753)
  - Mentha longifolia (L.) Hud. (Fl. Angl. 1762)
  - Mentha sylvestris L. (Sp. pl. ed. 2, 1763)

etc. Cette sous-espèce croît en Europe, dans les prairies alpine humide et sur le bord des cours d'eau à plus de 300 m d'altitude.
- subsp. cyprica (Heinr. Braun) Harley
  - Mentha cyprica Heinr. Braun 1889
  - Mentha longifolia Huds. var cyprica (Heinr. Braun) Briq.

etc. Cette sous-espèce croît dans les montagnes de Chypre, au-dessus de 600 m.
- subsp. typhoides (Briq.) Harley 1980
  - Mentha kotschyana Boiss. 1853
  - Mentha sylvestris var; glabrata Boiss. 1879
  - Mentha longifolia Huds. var typhoides (Briq.) Briq. 1896

etc. Cette sous-espèce se rencontre dans le nord-ouest de l'Iran, le nord de l'Irak, la Turquie, la Syrie, le Liban, Israël et l'Égypte.
- Mentha royleana (Benth.) Briq. 1896
  - Mentha royleana (Wallich)
  - Mentha sylvestris L. var. royleana (Wallich) J.D. Hook 1885
- subsp. capensis (Thumb.) Briq.
  - Mentha capensis Thunb. 1800
  - Mentha lavandulacea Willd. var. latifolia Benth. 1848

etc. Sous-espèce croissant en Afrique du Sud, Namibie, Zimbabwe, Lesotho

## Composition chimique
L'huile essentielle s'obtient par distillation à la vapeur d'eau.
La composition de l'huile essentielle est extrêmement variée.
On observe des huiles principalement riches en
- oxyde de trans-pipéritone (50,8-70,8 %)
- carvone (41 - 77 %)
- carvone (21 %), β-caryophyllène (22 %)
- menthone (38-66 %) et isomenthone (7 -10 %
- pulégone (35 - 52 %), menthone (12 - 26 %)
- etc.

À titre d'exemple, voici la composition de l'huile essentielle de Mentha longifolia récoltée dans les montagnes de la région d'Isphahan, en Iran :
| 1,8-cinéole | oxyde de pipériténone | pulégone | sabinène |
| 15,58 %     | 15,05 %               | 9,58 %   | 9,52 %   |

Certains écotypes de Mentha longifolia peuvent être très riches en pulégone, comme c'est le cas de ces spécimens prélevés à Mahdia en Tunisie et dont l'analyse indique : pulégone (47,15 %), 1,8-cinéole (11,54 %), menthone (10,70 %), α-pinène (3,57 %). Or le pulégone est métabolisé dans le foie en menthofurane, via des métabolites très réactifs qui se fixent irréversiblement sur les cellules hépatiques et les détruisent (Thomassen et al., 1990).

## Activités pharmacologiques
Mentha longifolia possède une grande activité antibactérienne et antifongique.

## Usages

### Culinaire et boisson
Bien que l'odeur de la plante ne soit pas toujours très agréable, ses feuilles ont été utilisées comme légume ou pour faire une infusion.
En Pologne, elle est utilisée pour aromatiser la farce des pierogi russkie, de gros raviolis, avec des oignons, des pommes de terre et du fromage frais. Elle a tendance à être remplacée par la menthe verte.

### Médicinaux
Comme à toutes les menthes, la médecine populaire attribue à la menthe sylvestre des propriétés aromatiques (toniques, fortifiantes) et des propriétés digestives (combattre les lourdeurs, les ballonnements, les gaz).
En Europe et au Moyen Orient, les parties aériennes de la menthe sylvestre sont traditionnellement utilisées pour le traitement de la toux, de l'asthme et de l'indigestion, des maux de tête et d'un grand nombre de symptômes.